# Soddyit
Soddyit ist ein selten vorkommendes Mineral aus der Mineralklasse der „Silikate und Germanate“ mit der chemischen Zusammensetzung (UO2)2(SiO4)·2H2O und damit ein wasserhaltiges Uranyl-Silikat. Strukturell gehört Soddyit zu den Inselsilikaten.
Soddyit kristallisiert im orthorhombischen Kristallsystem und entwickelt pyramidale bis prismatische Kristalle bis etwa drei Zentimeter Größe mit einem glas- bis diamantähnlichen Glanz auf den Oberflächen, kommt aber auch in Form derber bis erdiger Aggregate vor. Das durchsichtige bis durchscheinende Mineral ist von bernsteingelber bis grünlichgelber Farbe und hinterlässt auf der Strichtafel einen gelben Strich.

## Etymologie und Geschichte

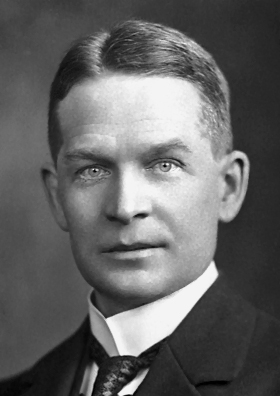
Namensgeber Frederick Soddy 1922

Soddyit wurde 1922 von Alfred Schoep erstmals beschrieben. Er fand an einer Stufe orangebrauner Curit-Kristalle aus der Kasolo Mine in Katanga (heute: Demokratische Republik Kongo) ein weiteres, gelbes Mineral, für das er den Namen „Soddite“ vorschlug, zu Ehren des Chemikers Frederick Soddy, der 1921 den Nobelpreis für seine Arbeit zu den radioaktiven Stoffen und der Natur der Isotopen erhielt. Billiet änderte diesen Namen 1926 zu „Soddyit“, der auch von Schoep akzeptiert und schließlich in allen seinen weiteren Publikationen benutzt wurde.
Das Typmaterial des Minerals wird in der Mineralogischen Sammlung des Naturhistorischen Museums in Paris, Frankreich unter der Katalog-Nr. 122.122/3 aufbewahrt.

## Klassifikation
In der veralteten 8. Auflage der Mineralsystematik nach Strunz gehörte der Soddyit zur Mineralklasse der „Silikate“ und dort zur Abteilung der „Neso-Subsilikate“ (Familie der Uranyl-Silikate), wo er zusammen mit Calcioursilit und Ursilit den Anhang der „Weeksit-Gruppe (UO2 : SiO2 = 1 : 3)“ mit der Systemnummer VIII/A'.15 und den weiteren Mitgliedern Haiweeit und Weeksit bildete.
In der zuletzt 2018 überarbeiteten Lapis-Systematik nach Stefan Weiß, die formal auf der alten Systematik von Karl Hugo Strunz in der 8. Auflage basiert, erhielt das Mineral die System- und Mineral-Nr. VIII/B.36-010. Dies entspricht der neu definierten Abteilung „Inselsilikate mit tetraederfremden Anionen“, wobei in den Gruppen VIII/B.34 bis 38 die Uranyl-Inselsilikate mit [UO2]2+-[SiO4]4− und Verwandte einsortiert sind. Soddyit bildet hier zusammen mit Swamboit-(Nd) eine unbenannte Gruppe mit der Systemnummer VIII/B.36.
Die von der International Mineralogical Association (IMA) zuletzt 2009 aktualisierte 9. Auflage der Strunz’schen Mineralsystematik ordnet den Soddyit in die erweiterte Klasse der „Silikate und Germanate“, dort aber ebenfalls in die Abteilung der „Inselsilikate (Nesosilikate)“ ein. Diese ist weiter unterteilt nach der möglichen Anwesenheit zusätzlicher Anionen und der Koordination der beteiligten Kationen oder den in der Verbindung vorherrschenden Anionenkomplexen, so dass das Mineral entsprechend seiner Zusammensetzung in der Unterabteilung „Uranyl-Insel- und Polysilikate“ (mit U : Si = 2 : 1) zu finden ist, wo es als einziges Mitglied eine unbenannte Gruppe mit der Systemnummer 9.AK.05 bildet.
In der vorwiegend im englischen Sprachraum gebräuchlichen Systematik der Minerale nach Dana hat Soddyit die System- und Mineralnummer 53.03.03.01. Dies entspricht ebenfalls Klasse der „Silikate“ und dort der Abteilung der „Inselsilikate: SiO4-Gruppen und andere Anionen komplexer Kationen“ ein. Hier ist er zusammen mit Uranosilit in der „Andere Uranylsilikate“ mit der Systemnummer 53.03.03 innerhalb der Unterabteilung „Inselsilikate: SiO4-Gruppen und andere Anionen komplexer Kationen mit (UO2)“ zu finden.

## Kristallstruktur
Soddyit kristallisiert in der orthorhombischen Raumgruppe Fddd (Raumgruppen-Nr. 70) mit den Gitterparametern a = 8,33 Å; b = 11,21 Å und c = 18,67 Å sowie acht Formeleinheiten pro Elementarzelle.
Soddyit ist das bisher einzig bekannte Uranylmineral, dass ein Uran-Silicium Verhältnis von 2:1 aufweist. In der Kristallstruktur verknüpft ein tetraedrisches Silikat-Anion sechs pentagonal-bipyramidale Uranyl-Ionen. Die Uranyl-Polyeder sind dabei kantenverknüpft. Die fünfte äquatoriale Koordinationsstelle wird dabei von einem Wassermolekül besetzt, dessen Wasserstoffatome Wasserstoffbrückenbindungen zu den Uranyl-Sauerstoffatomen aufbauen. Durch dieses Verknüpfungsschema entsteht ein dreidimensionales Netzwerk.

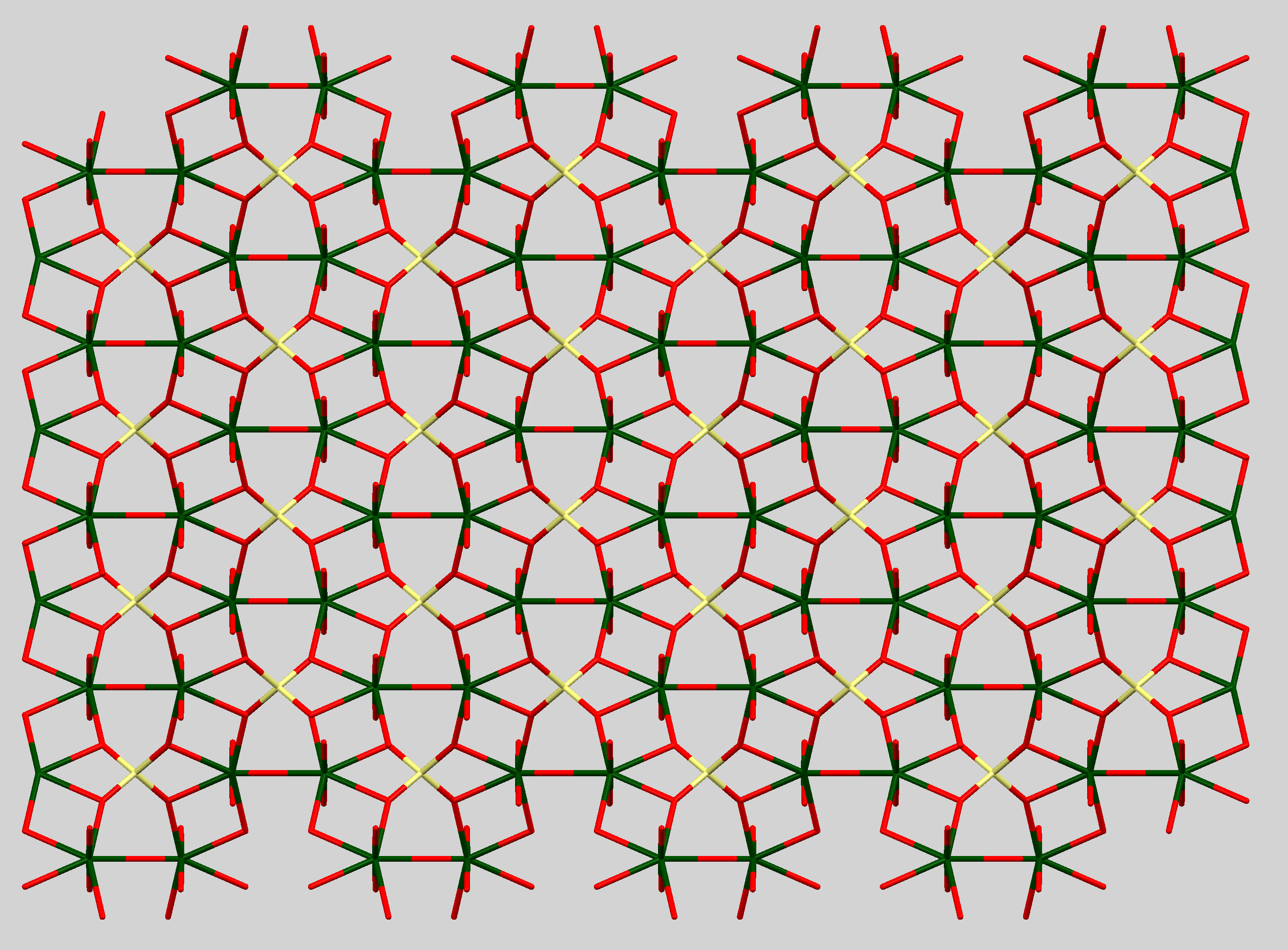
Dreidimensionale Packungsstruktur von Soddyit in Richtung der kristallographischen a-Achse
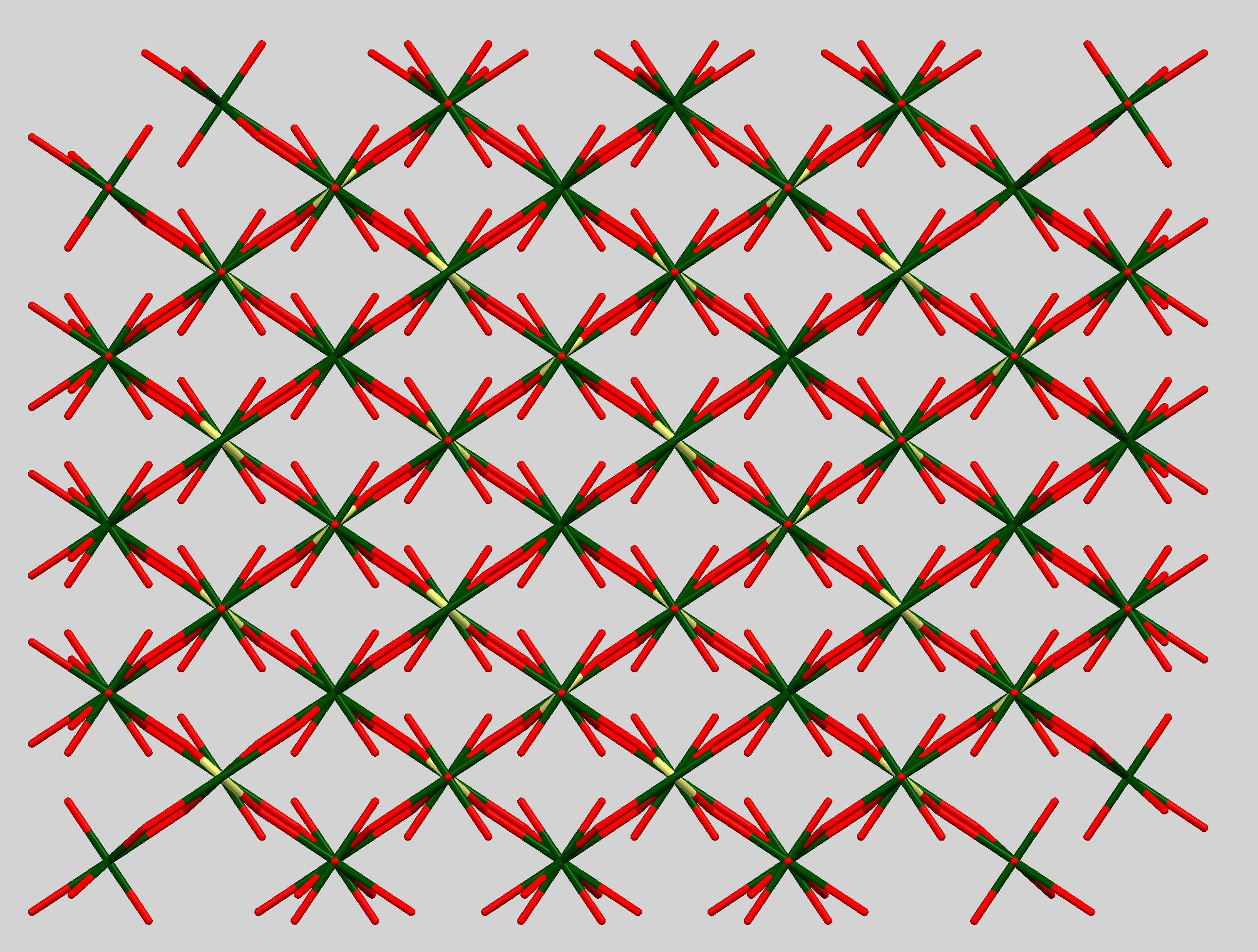
Dreidimensionale Packungsstruktur von Soddyit in Richtung der kristallographischen c-Achse
3D-Animation der Packungsstruktur
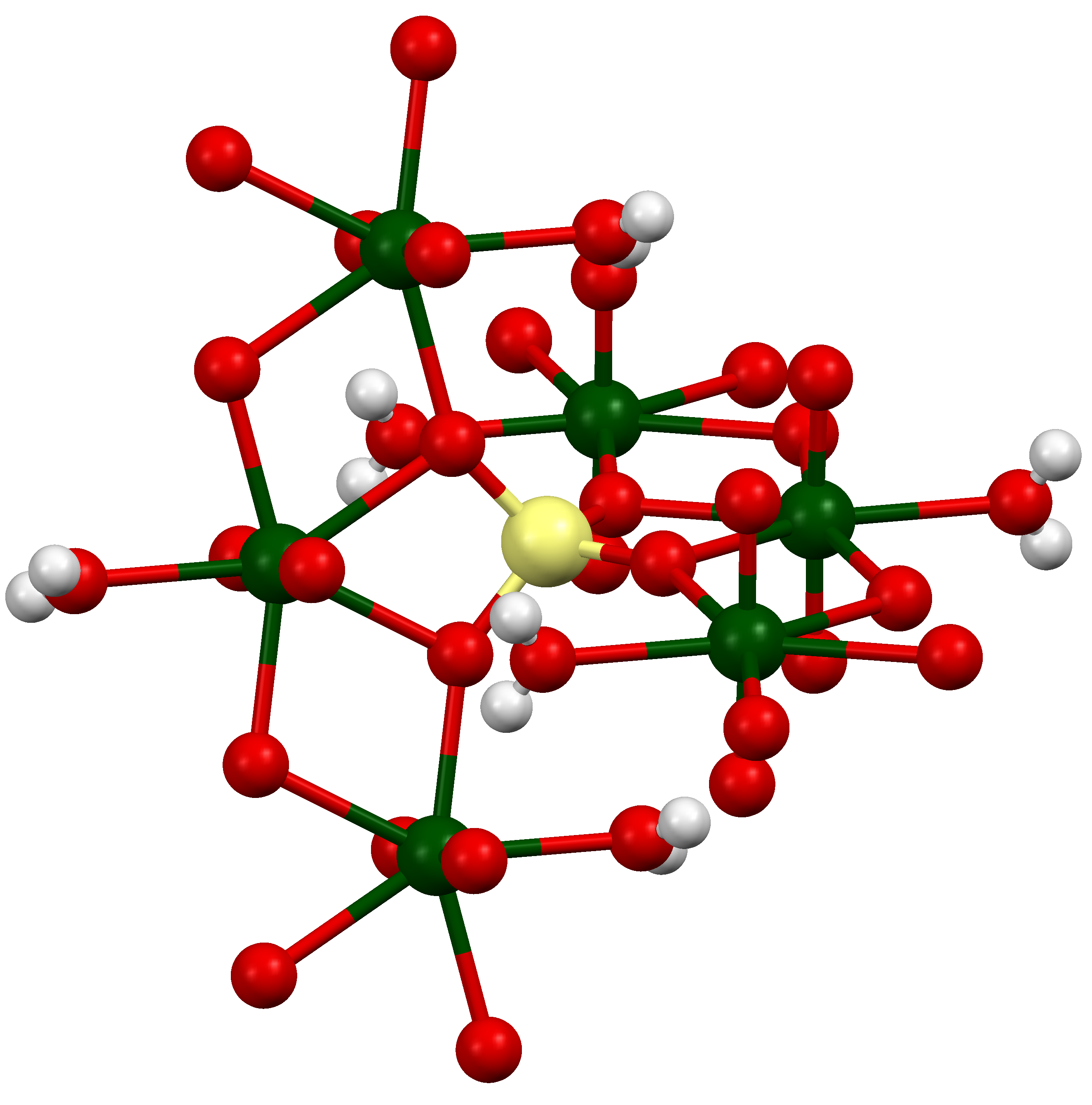
Koordination des Siliciumatoms _ U _ O _ Si _ H

## Eigenschaften
Das Mineral ist durch seinen Urangehalt von 71,25 % sehr stark radioaktiv. Unter Berücksichtigung der Mengenanteile der radioaktiven Elemente in der idealisierten Summenformel sowie der Folgezerfälle der natürlichen Zerfallsreihen wird für das Mineral eine spezifische Aktivität von etwa 127,5 kBq/g angegeben (zum Vergleich: natürliches Kalium 0,0312 kBq/g). Der zitierte Wert kann je nach Mineralgehalt und Zusammensetzung der Stufen deutlich abweichen, auch sind selektive An- oder Abreicherungen der radioaktiven Zerfallsprodukte möglich und ändern die Aktivität.

## Bildung und Fundorte

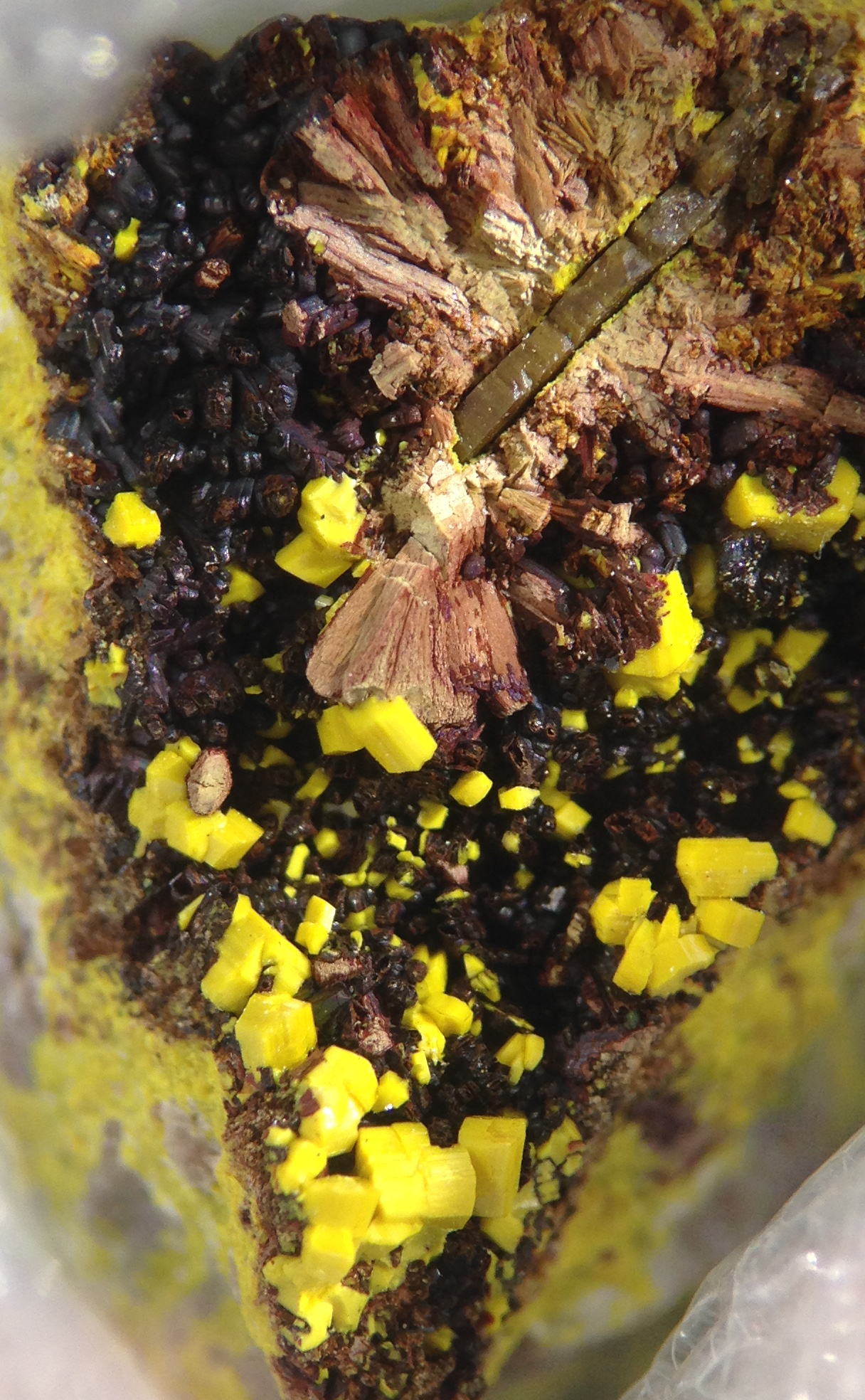
Paragenese von Soddyit (gelb) mit Rutherfordin (braun) aus der Kolwezi Mine, Demokratische Republik Kongo

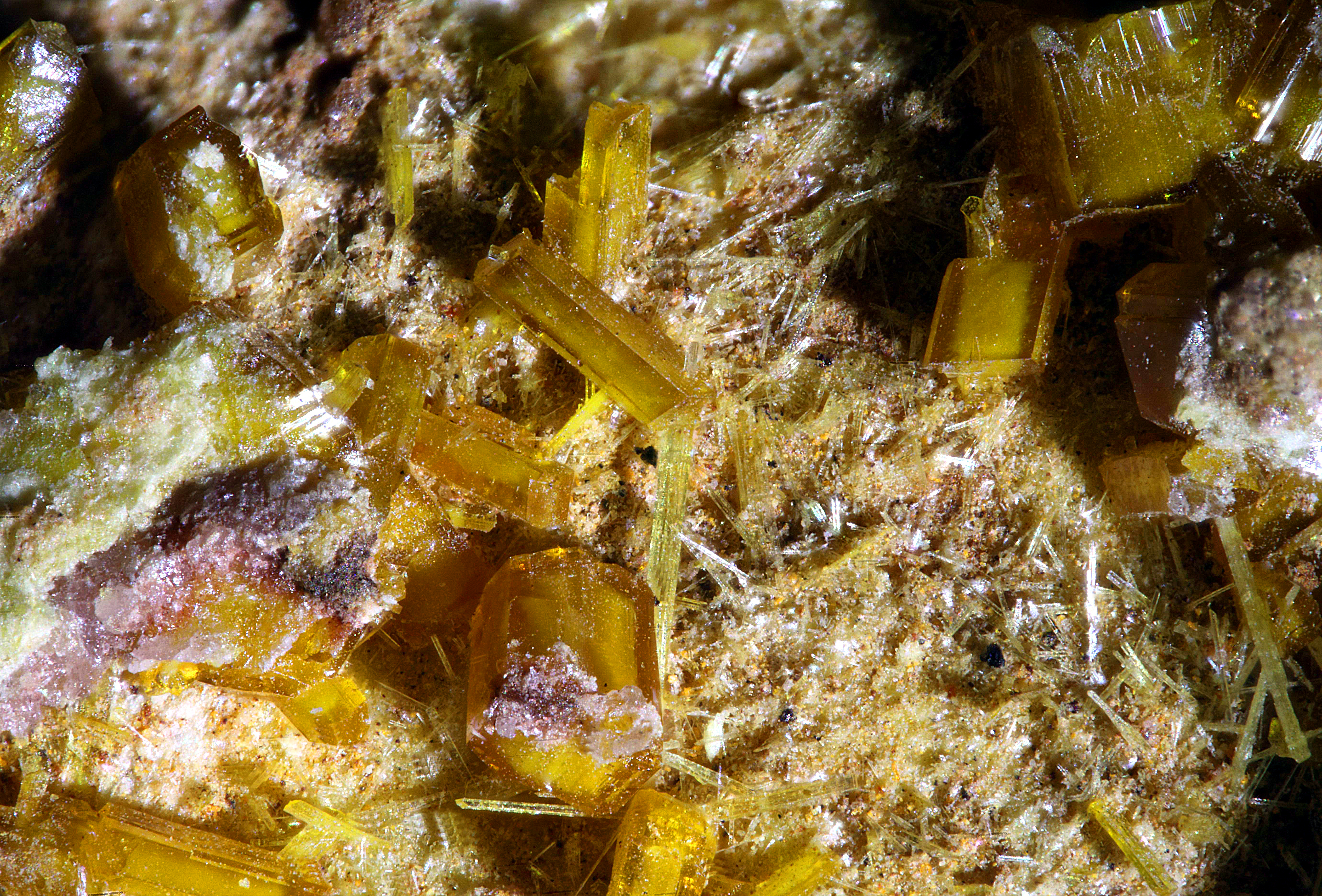
Paragenese von Soddyit (gelb) mit Swamboit-(Nd) (blassgelb) aus der Swambo Mine, Demokratische Republik Kongo

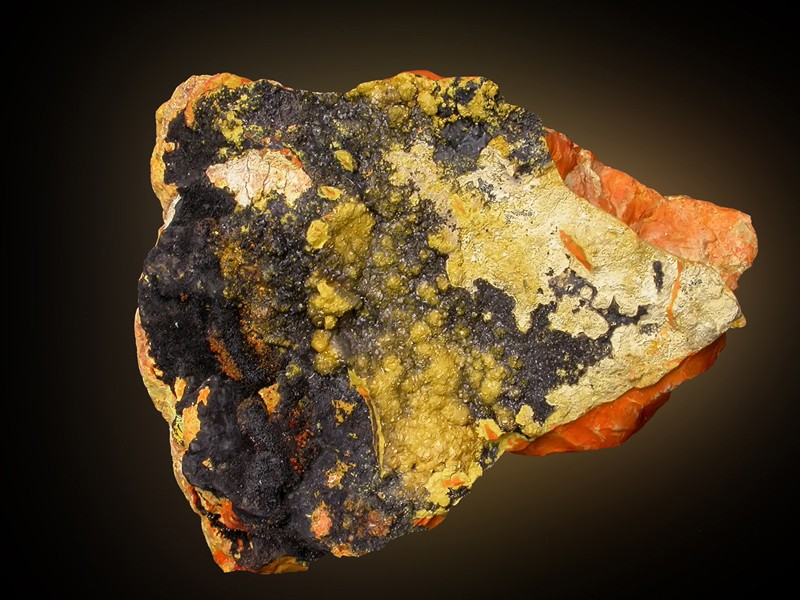
Paragenese von Soddyit (gelb) und Curit (orange) auf Heterogenit (schwarz) aus der Kasolo Mine, Demokratische Republik Kongo

Soddyit bildet sich als sekundäres Uranmineral in der Oxidationszone primärer Uranerze. Es findet sich als Silikatmineral vergesellschaftet mit den weiteren Uranylsilikaten Kasolit, Sklodowskit und Uranophan. Des Weiteren findet es sich in der klassischen Vergesellschaftung mit dem basischen Blei-Uranyl-Oxid Curit, wie auch mit dem Kupfer-Uranyl-Phosphat Torbernit und sehr selten mit dem  kalium- und bleihaltigen Uranyl-Oxid-Hydroxid Gauthierit.
Als seltene Mineralbildung konnte Soddyit nur an wenigen Orten nachgewiesen werden, wobei bisher weltweit rund 40 Fundstellen dokumentiert sind (Stand 2020). Außer an seiner Typlokalität in Shinkolobwe (Kasolo Mine) trat das Mineral in der Demokratischen Republik Kongo noch in der nahe gelegenen Kambove Principal Mine, am Swambo Hill und in der Luiswishi Mine bei Lubumbashi in der Provinz Haut-Katanga sowie in mehreren Gruben wie z. B. der Musonoi Mine im Bergbaubezirk Kolwezi in der Provinz Lualaba auf.
In Deutschland fand sich Soddyit bisher nur im Krunkelbachtal nahe Menzenschwand in Baden-Württemberg sowie in der Grube Uranus bei Kleinrückerswalde und in der Umgebung von Johanngeorgenstadt und Tirpersdorf in Sachsen.
Weitere bekannte Fundorte sind unter anderem Radium Ridge in Australien, Lodève in Frankreich, Capoterra in Italien, Eger und Karlsbad in der Tschechischen Republik, Lake George in Kanada, Peña Blanca in Mexiko, Ust'-Uyuk in Russland sowie Nevada und Wyoming in den USA.

## Vorsichtsmaßnahmen
Aufgrund der starken Radioaktivität des Minerals sollten Mineralproben vom Soddyit nur in staub- und strahlungsdichten Behältern, vor allem aber niemals in Wohn-, Schlaf- und Arbeitsräumen aufbewahrt werden. Ebenso sollte wegen der hohen Toxizität und Radioaktivität von Uranylverbindungen eine Aufnahme in den Körper (Inkorporation, Ingestion) auf jeden Fall verhindert und zur Sicherheit direkter Körperkontakt vermieden sowie beim Umgang mit dem Mineral Mundschutz und Handschuhe getragen werden.